# بامباراگالیایا
بامباراگالیایا (به لاتین: Bambaragaleyaya) یک منطقهٔ مسکونی در سری‌لانکا است که در استان مرکزی (سری‌لانکا) واقع شده‌است.